# Šanov (okres Zlín)
Šanov je příhraniční obec ve východní části Zlínského kraje. Leží na pomezí Moravy a Slovenska a část jeho katastrální hranice je současně státní hranicí České republiky. Nachází se v Chráněné krajinné oblasti Bílé Karpaty v sedle potoků Šanovec a Drahy, které se na jižním okraji obce spojují v Rokytenku, v průměrné nadmořské výšce 415 m n. m. Nejvyšším vrcholem je kopec Na Koncích (652 m n. m.). Žije zde 463 obyvatel.

## Historie
První písemná známka o Šanovu je z roku 1261, kdy byla vesnice se souhlasem krále Přemysla Otakara II. darována panem Smilem ze Střílek, purkrabím na brumovském hradě, cisterciáckému klášteru Smilheim (Rosa Mariae) ve Vizovicích, a to společně s dalšími osadami.
Vesnice měla mnoho názvů: Schonob, Schonov, Ssanow, Schanow, Šanow a Šánov, dnes se jmenuje Šanov.

## Pamětihodnosti
- kříž[4]
- roubená stodola u č.p. 25[5]
- muzeum letecké bitvy nad Bílými Karpaty 1944[6]
- památník amerických letců[7]
- památník obětem druhé světové války[7]

## Galerie

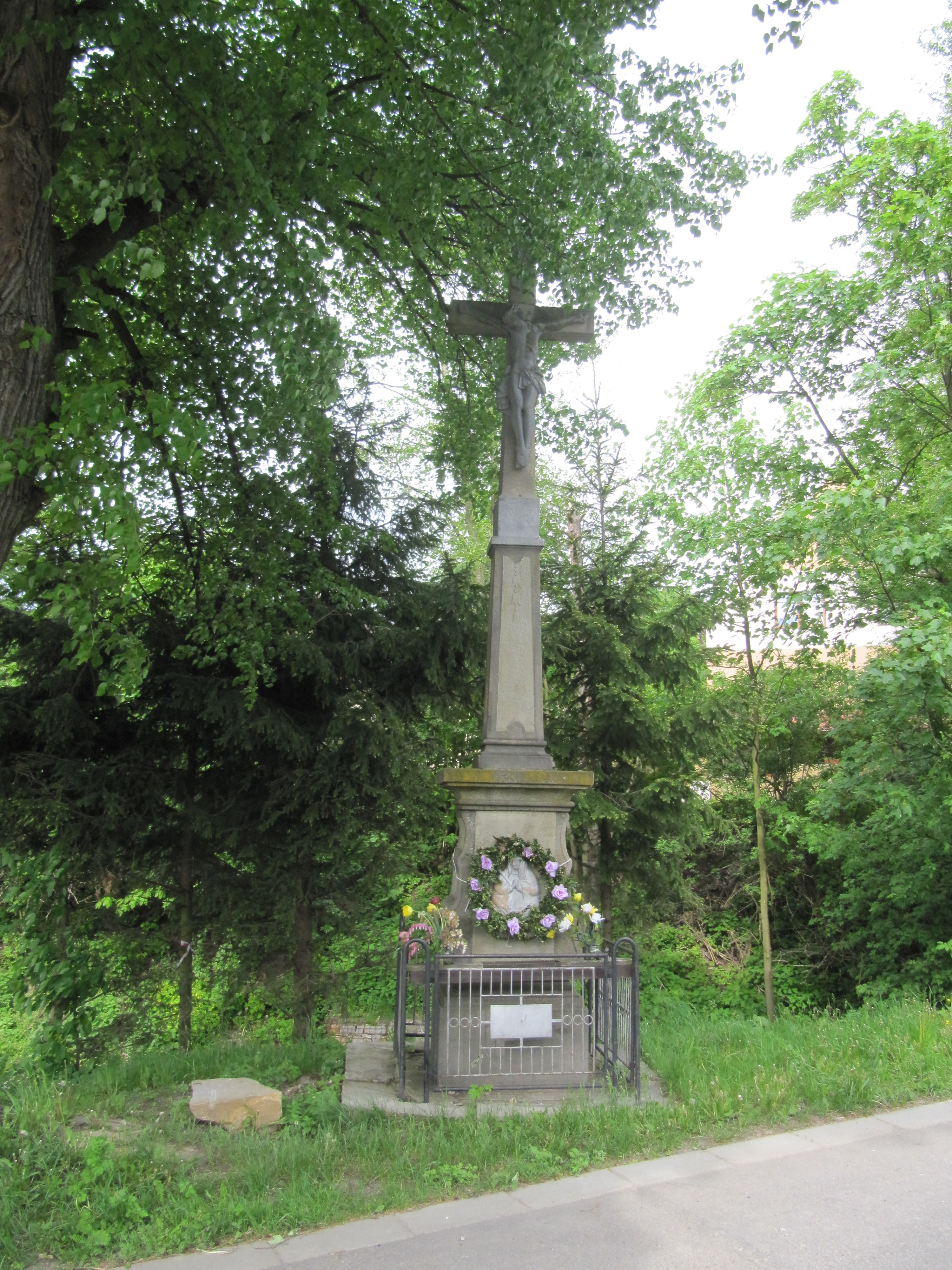
Kříž
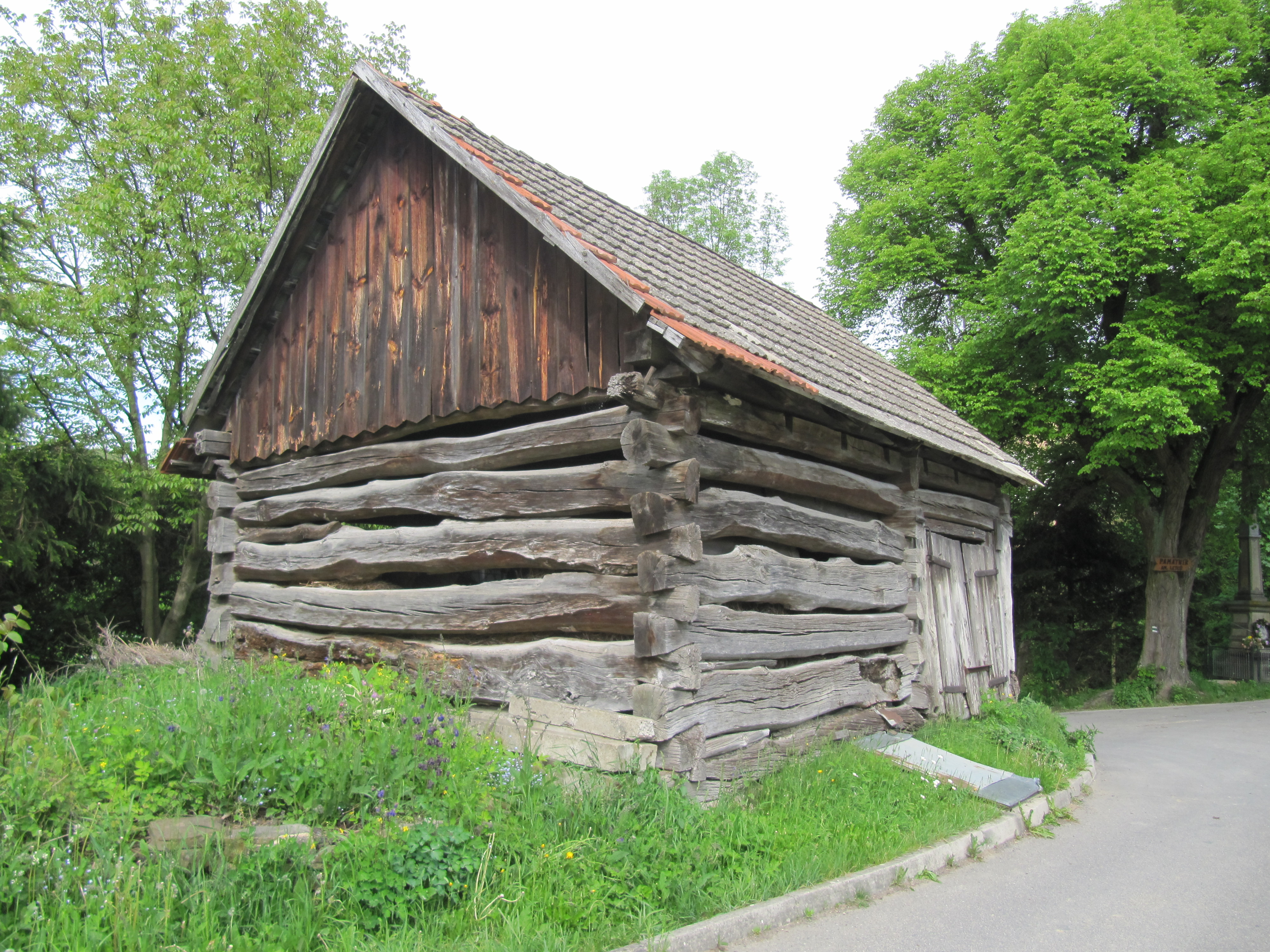
Roubená stodola u č.p. 25
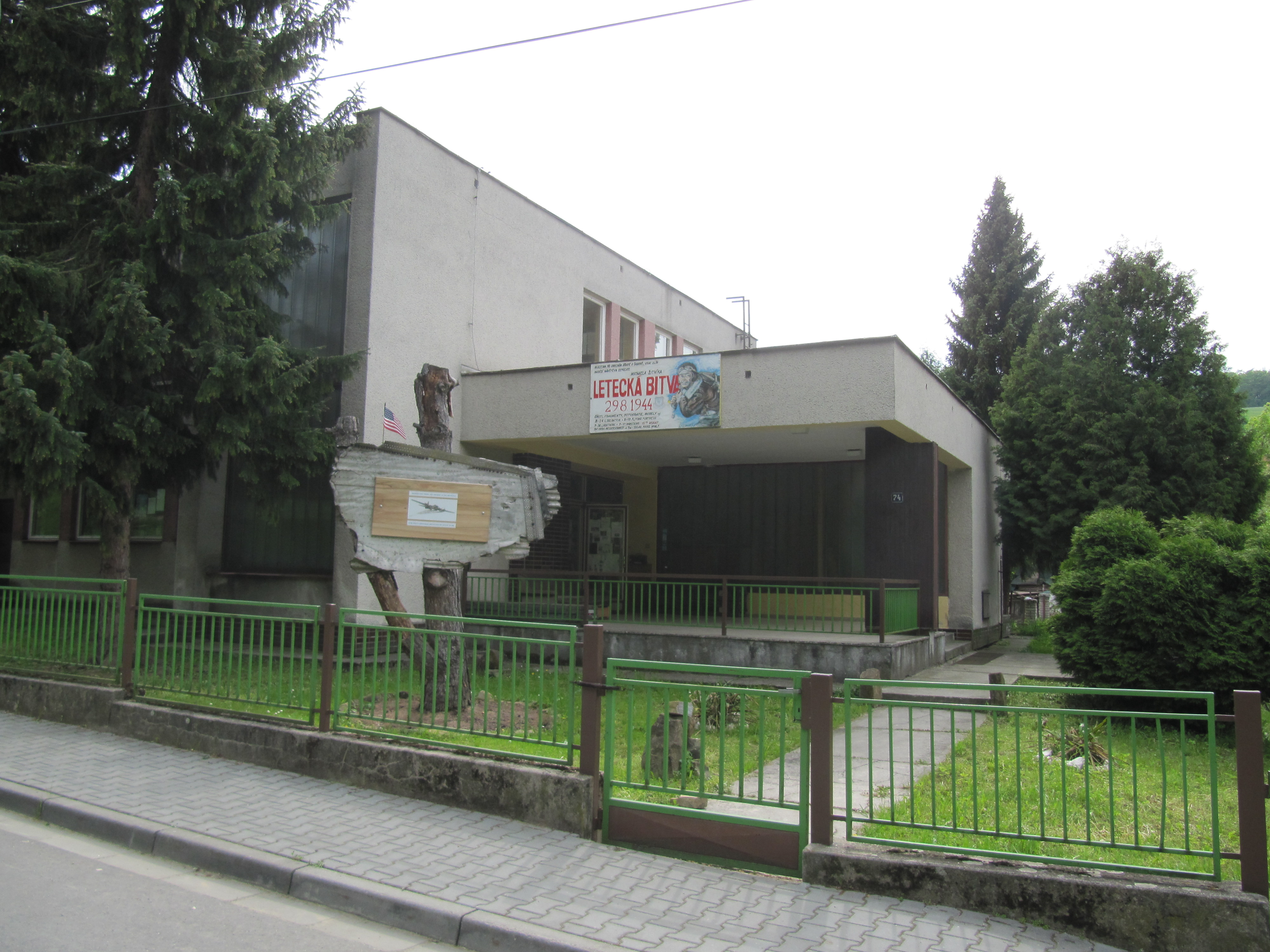
Muzeum letecké bitvy nad Bílými Karpaty 1944
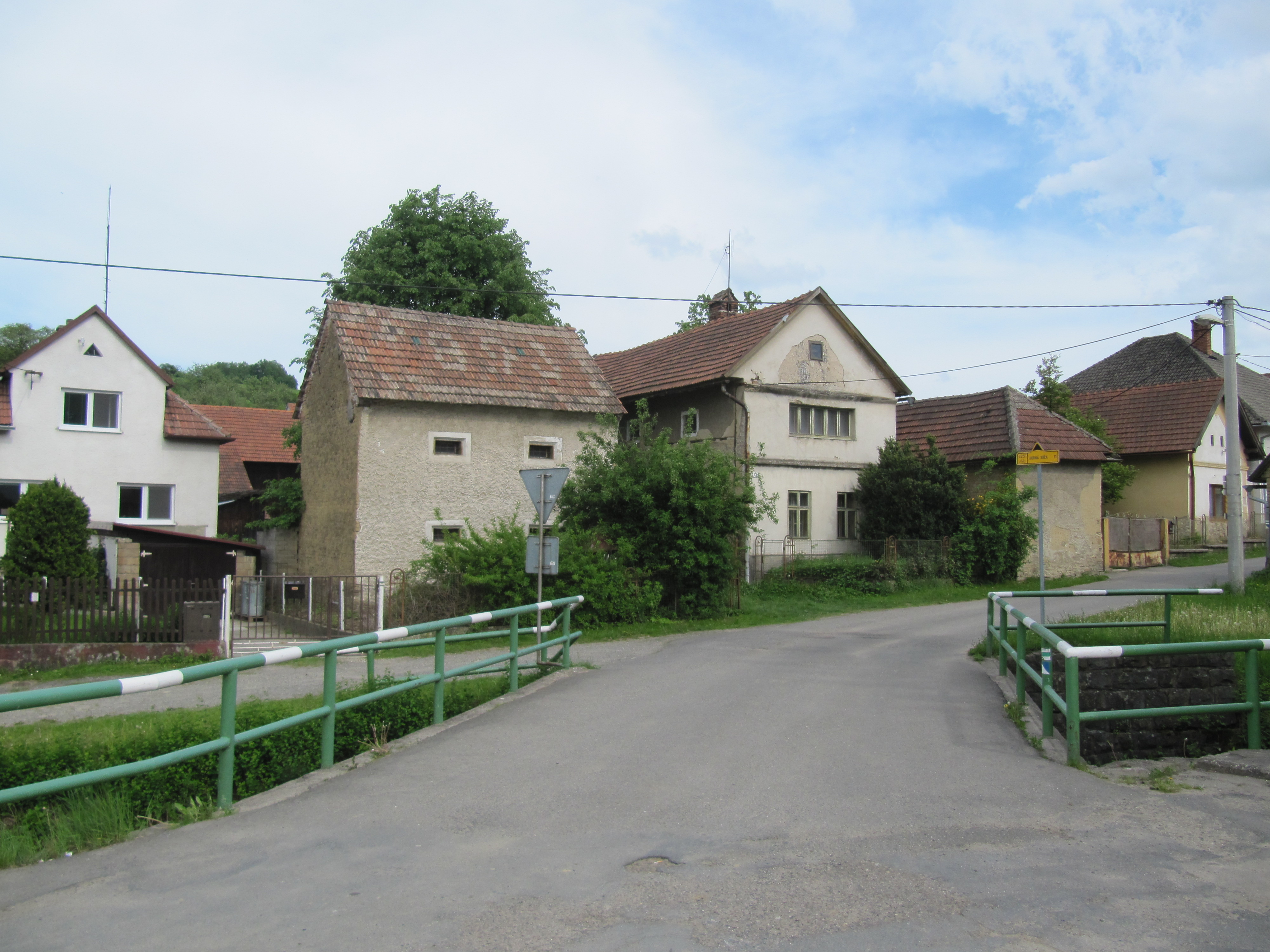
Tradiční zástavba s volně stojícími sýpkami
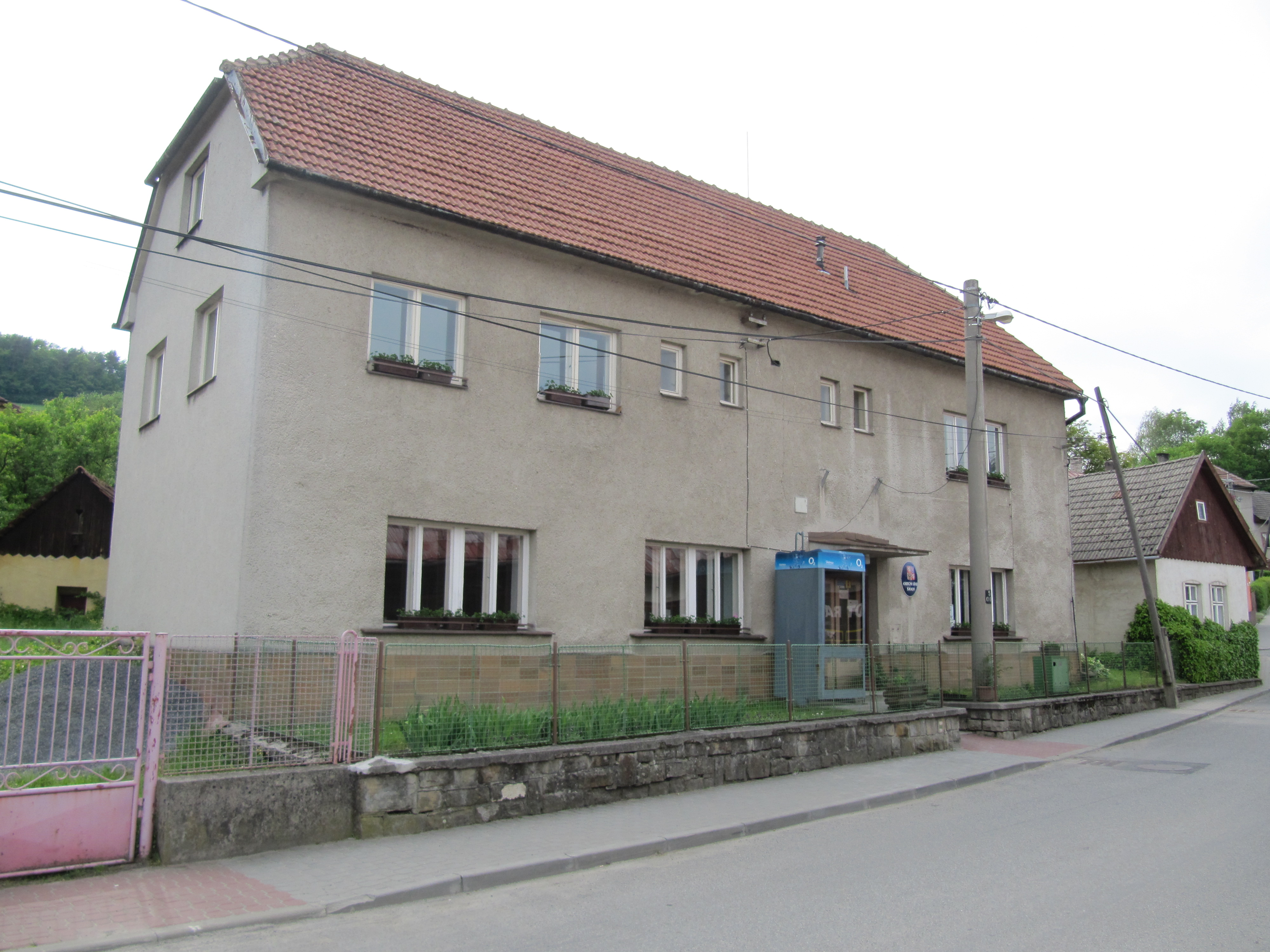
Obecní úřad